# Ковальський Василь Дем`янович
Васил́ь Даміа́нович Кова́льський (13 січня 1826, Броди — 18 березня 1911, Відень) — руський (український) громадський і політичний діяч, письменник, перекладач, автор дитячих книжок, юрист. Посол до австрійського парламенту у 1873—1897 роках. Москвофіл.

## Життєпис

Василь Ковальський

Народився в сім'ї возного магістрату Бродів.
Закінчив початкову школу у Бродах. Навчався Бережанській і Станіславській гімназіях, у Львівській, Віденській (1844—1848 роки), знову Львівській (1849—1850 роки, з перервою у зв'язку з революцією) духовній семінаріях, по тому — на богословському факультеті Львівського університету.
Одружився в 1851 р. з Юлією Куземською (3 доньки, 2 сини), тесть — Михайло (Куземський). Удруге одружився в 1870 р. з Оленою Герасимович (4 сини, 1 донька).
Брав участь у Слов'янському з'їзді у Празі і Соборі руських учених (1848 року). Служив в австрійських урядових установах, займався юриспруденцією. 1850 року запрошений до редакції віденського «Вісника законів державних», з 1851 року його редактор. Навчався на правничому факультеті Віденського університету, після цього почав кар'єру судді. З 1858 року радник окружного суду в Перемишлі, згодом керівник Перемишльського повітового суду, лідер Перемишльської руської громади. З 1867 року радник суду у Львові, з 1872 року радник Крайового суду.

Переклав руською мовою торговельний, кримінальний кодекси, запрошувався до складу екзаменаційної комісії Львівського університету. В 1880—1898 роках радник Верховного судового і касаційного трибуналу у Відні, з 1883 року радник двору, з 1898 року — президент Сенату Верховного судового трибуналу у Відні (найвища судова інстанція Австро-Угорщини).

### Громадська діяльність
Москвофіл. Доктор. Його обирали послом до:
- Галицького крайового сейму
  - 1867—1869 роки — від IV курії, округ № 15 Перемишль — Нижанковичі, входив до «Руського клубу»[6].
  - 1870–1876, 1877—1882 роки — від IV курії, округ № 36 Миколаїв — Журавне[7] З приводу відмови польської більшости не затверджувати мандат Йосифа Яюса зауважив, що тоді необхідно зневажити всі руські мандати[8]);
- Райхсрату (Австрійської державної ради у Відні):
  - 1873—1879, 1879—1885 роки — від IV курії, округ № 15 Стрий — Сколе — Жидачів — Миколаїв — Журавно — Дрогобич — Меденичі — Підбуж.
  - 1885—1891 роки — від IV курії, округ № 18 Жовква — Великі Мости — Куликів — Сокаль — Белз — Рава — Угнів — Немирів.[9]

Був членом (з 1851 року), сеньйором (1871—1883 роки) львівського Ставропігійського інституту. Член-засновник Руської Ради, Галицько-руської матиці, «Русько-народного інституту „Народний Дім“» (очолював у 1876—1883 роках).
Входив до складу Керуючого заряду Руського клубу Галицького сейму з 1870 року: головував крилошанин о. Йосиф Кульчицький, Василь Ковальський був заступником, секретарі — професор Теодор Білоус та крилошанин о. Гавриїл Крижанівський.
Автор:
- шкільних підручників: «Буквар для дітей», «Руська читанка»
- книг: «Повісті молодого Русина», «Дорога до щастя», «П'яниця».

## Нагороди
- Кавалер лицарського хреста ордена Леопольда (1894)[10].
- Кавалер командорського хреста із зіркою ордена Франца Йосифа (1906)[11].